# 방서란
방서란(房瑞鸞)은 고려 중기의 문신이다. 선주(宣州)의 향공진사(鄕貢進士) 출신이다. 향공진사는 지방의 호장(戶長) 및 부호장 이상의 자손들이 독점하였으며, 군역을 면제받는 등 신분을 법제적으로 보장받았다. 형은 산원(散員)에 오른 방효진(房孝珍)과 선주(宣州 : 현 평안북도 선천군)의 호장(戶長) 방득령(房得齡)이다. 장인 윤중첨(尹仲瞻)은 시어사(侍御史)를 지낸 파평 윤씨(坡平尹氏) 윤언순(尹彦純)의 아들로, 명종 때 병마 판관(兵馬判官)을 역임하였다.

## 생애
1170년(명종 즉위년) 조위총(趙位寵)이 반란을 일으키고 서북지방의 여러 성들이 다 조위총의 편에 붙어버리자, 방서란은 형 방효진(房孝珍)·방득령(房得齡)에게 이렇게 말했다.
조위총이 여러 성의 토호들을 협박하고 회유해 거짓 관직을 준 다음 군사들을 수습해 서경으로 진격하도록 명령하기에, 우리들도 그 중에 끼어버렸습니다. 제 장인 윤중첨(尹仲瞻)이 병마판관(兵馬判官)으로 사촌형인 윤인첨(尹鱗瞻)의 휘하에 있는데, 사위인 제가 장인을 공격하는 것은 인정상 차마 하지 못할 일입니다. 또한 조위총이 도모한 반란은 반드시 끝내 자멸하고 말 것이니 형들은 깊이 생각해야 합니다.

방효진 등이 옳은 말이라 여기고 밤에 몰래 선주 사람들을 설득했다.
조위총이 애초에 반역한 신하들을 죽인다는 명분을 내세웠기 때문에 여러 성들이 호응하고 군사를 동원해 대궐로 향했다. 그러나 개경 근교에서 교전하는 족족 패배를 당했으며, 관군의 추격에 죽은 시체가 길을 메웠다. 패잔병들을 수습해 다시 대항하려고 한들 이미 사기가 꺾여 버렸으니 다시 군세를 일으키는 것은 불가능하다. 믿는 것은 오직 험한 지세와 견고한 성 뿐이나, 만약 관군이 하루아침에 서경을 함락시킨 후 이동하여 이곳으로 온다면 온 성이 산산조각이 날 것이 뻔하다. 또 조위총의 뜻이 적도들을 토벌하는 데 그치지 않으니, 만약 우리가 마음을 고쳐먹지 않는다면 같은 악당이 되어 추한 이름을 후세에 남길까 두렵다. 이제 솔선 의거해 역심을 버리고 귀순하려 하니 그대들의 뜻은 어떠한가?

이 말을 들은 선주 사람들은 따르기로 했다. 선주 사람들이 조위총 세력에서 이탈하려고 할 때, 조위총이 장군으로 임명한 선주의 도령낭장(都領郎將) 의유(義儒)가 홀로 반대하자, 방효진이 기회를 틈타 활로 쏘아 죽인 다음 즉시 사람을 보내어 의주(義州 : 현 평안북도 의주군)에 알렸다. 의주 사람들도 조위총이 임명한 장군 경작(景綽) 등을 죽이고서 호응하는 한편, 사람 편에 머리를 들려 지름길로 관군의 행영(行營)에 급히 알려 왔다. 선주와 의주의 소식을 들은 다른 성들도 모두 무장을 해제하여 무신정권의 진압군에 투항하였다. 1176년(명종 6)에 있었던 방서란과 그 형들의 이같은 활동은 조위총의 난이 진압되는 데에 크게 기여하였다.
이 일을 들은 명종이 기뻐하며 방효진에게 산원(散員)의 벼슬을 주고, 방서란은 동정직(同正職) 내시(內侍)가 되었으며, 방득령은 향리(鄕吏)의 우두머리인 호장(戶長)에 임명되었다.

## 가족
- 처부 : 병마 판관(兵馬判官) 윤중첨(尹仲瞻) - 윤관(尹瓘)의 손자, 시어사(侍御史) 윤언순(尹彦純)의 아들
  - 부인 : 파평 윤씨(坡平尹氏)
  - 형 : 산원(散員) 방효진(房孝珍)
  - 형 : 선주 호장(宣州 戶長) 방득령(房得齡)

## 같이 보기
- 조위총의 난